# یای-یای
یای-یای (به اسپانیایی: Llay-Llay) یک شهرستان در شیلی است که در سن فلیپه د آکونکاگوآ واقع شده‌است. یای-یای ۳۴۹٫۱ کیلومتر مربع مساحت و ۲۲٬۶۵۹ نفر جمعیت دارد و ۳۸۵ متر بالاتر از سطح دریا واقع شده‌است.
اقتصاد لای-لای بیشتر بر پایهٔ کشاورزی و باغداری استوار است. این شهر معروف به تولید انگور و شراب است و باغات انگور در منطقه تک بت از جمله باغات مهم کشور شیلی هستند. همچنین، تولیدات دیگری نیز مانند سیب، هلو، زردآلو و انواع سبزیجات در این شهر به خصوص مناطق بت فا وجود دارد.
در بین جاذبه‌های گردشگری لای-لای، می‌توان به بازارچه محلی، مراکز تفریحی و اسب سواری در اطراف شهر و همچنین پارک‌هایی مانند پارک الوئین (Parque El Almendral) و پارک سنترال (Parque Central) اشاره کرد. همچنین، شهرهای ساحلی زیبایی نیز در فاصلهٔ نزدیکی از لای-لای واقع شده‌اند که برای تفریح و استراحت مورد استفاده قرار می‌گیرند.
از دیگر ویژگی‌های این شهر، وجود مسیرهای کوهنوردی می‌باشد که برای علاقه‌مندان به طبیعت و ماجراجویی مورد استفاده قرار می‌گیرند. این مسیرها از قله‌های کوهستانی اطراف شهر عبور می‌کنند و چشم اندازهای دیدنیی از پایین، شهر و مناطق اطراف را به نمایش می‌گذارند.